# Elizabeth Robins

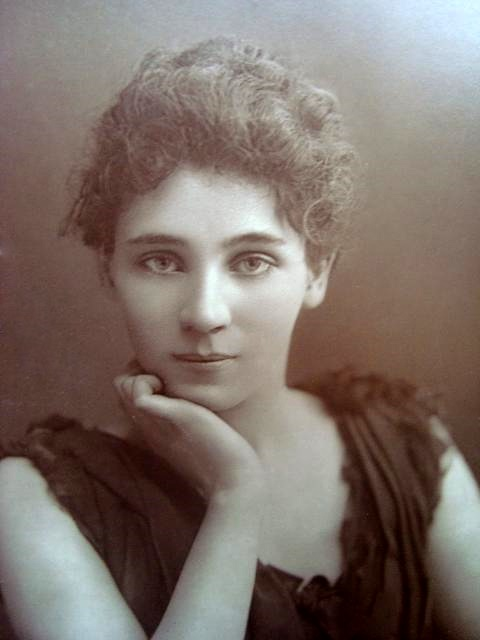
Elizabeth Robins

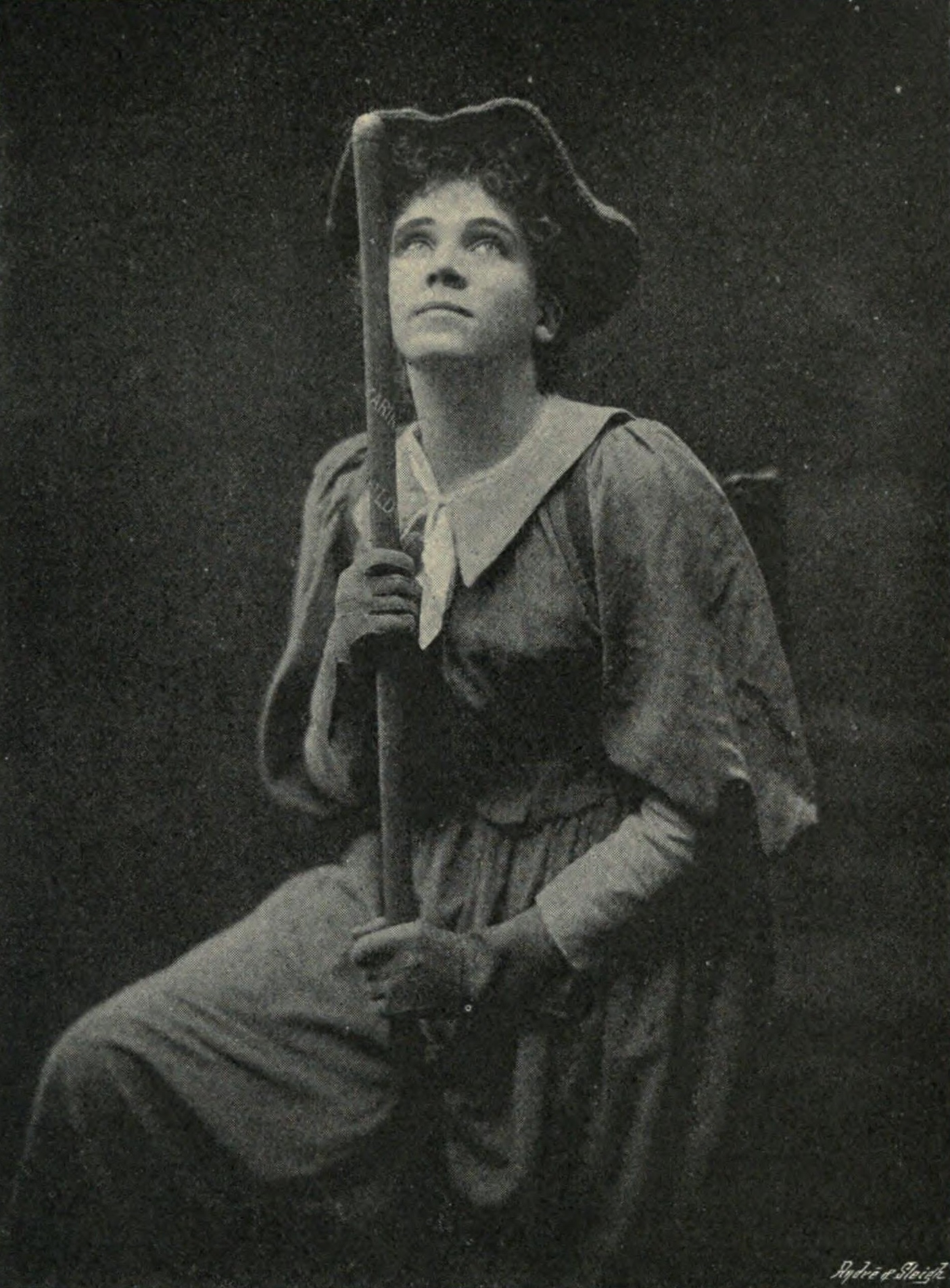
H.S. Mendelssohn: Elizabeth Robins

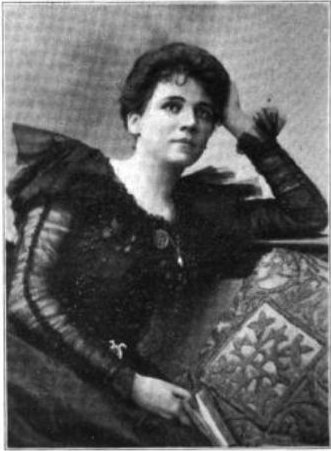
Aimé Dupont: Elizabeth Robins

Elizabeth Robins (geboren 6. August 1862 in Louisville, Kentucky; gestorben 8. Mai 1952 in Brighton, England) war eine US-amerikanische Schauspielerin, Schriftstellerin und Frauenrechtlerin.

## Leben
Elizabeth Robins war die älteste Tochter des Versicherungsagenten Charles Ephraim Robins und der Hannah Mary Crow. Ein jüngerer Bruder war der Ökonom Raymond Robins (1873–1964). Robins und ihre Geschwister wuchsen zeitweise bei der Mutter des Vaters in Zanesville (Ohio) auf. Mit 18 Jahren begann sie eine Karriere als Schauspielerin in New York City und tourte 1882 mit einer Schauspielergruppe unter der Leitung von Edwin Booth von Küste zu Küste. 1883 trat sie in die Boston Museum Company ein, wo sie den Schauspieler George Richmond Parks traf, sie heirateten 1885. Während sie weitere Rollen und Engagements erhielt, stagnierte seine Karriere. Parks beging 1887 Suizid und benannte seinen Misserfolg als Grund. Robins verließ 1888 die USA und zog auf Dauer nach England.
Bereits in der ersten Woche in London traf sie auf Oscar Wilde bei einer Versammlung von Sozialisten. Wilde nahm lebhaften Anteil an ihrer weiteren Schauspielkarriere. Sie schloss auch Freundschaften mit George Bernard Shaw und Henry James sowie später mit John Masefield.
Mit der Schauspielerin Marion Lea brachte Robins mehrere Stücke Henrik Ibsens auf die Bühne, so im April 1891 die englische Erstaufführung von Hedda Gabler, und sie galt fortan in der Londoner Theaterkritik als Idealbesetzung für die Titelrolle. Robins spielte auch bei der amerikanischen Erstaufführung 1898 in New York City die Hedda. 1892 spielte sie die Hilde in William Archers Übersetzung von Baumeister Solness. 1898 gründete sie mit Archer das New Century Theatre. Im Alter von vierzig Jahren beendete sie 1902 ihre Karriere als Schauspielerin und Theatermanagerin.
Im Jahr 1894 veröffentlichte Robins unter dem Pseudonym C. E. Raimond ihren ersten Roman. C. E. Raimonds Identität wurde aber nach dem Erfolg mit dem Roman The Open Question gelüftet. Robins veröffentlichte insgesamt vierzehn Romane und zwei Bände mit Kurzgeschichten. Im Jahr 1900 unternahm sie eine Expedition nach Alaska, wo ihre Brüder Saxton und Raymond im Klondike-Goldrausch als verschollen galten. Sie machte sie ausfindig und lebte mit Raymond eine Zeit in der Wildnis, erkrankte dabei allerdings an Typhus. Ihre Zeitungsberichte und ihr 1904 veröffentlichter Reportageroman The magnetic north, sowie 1908 Come and Find Me, fanden abenteuerlustige Leser. Mit Raymond Robins erwarb sie 1904 das Anwesen Chinsegut in Florida und hielt sich dort öfters auf. Robins kaufte 1909 in England ein Haus aus dem 15. Jahrhundert in Backsettown bei Henfield. Dort nahm sie Octavia Wilberforce (1888–1963) auf, die sie in ihrem Entschluss unterstützte, gegen den Willen der Eltern Medizin zu studieren. 1913 pflegten die beiden dort die vom Hungerstreik erschöpften Suffragetten. Das Haus wurde 1927 als Erholungsheim für Frauen umgebaut, und Robins zog zu Wilberforce nach Brighton, wo diese als Ärztin praktizierte.
Robins wurde Mitglied in der National Union of Women’s Suffrage Societies und auch in der radikaleren Women’s Social and Political Union (WSPU), bei der sie von 1907 und 1912 Vorstandsmitglied war,
an deren gewaltsamen Aktionen sie aber nicht teilnehmen wollte. Außerdem war sie Präsidentin der 1908 gegründeten Women Writers’ Suffrage League. Dank ihres Schauspielausbildung konnte sie publikumswirksam als öffentliche Rednerin auftreten und dank ihres Schreibtalents konnte sie Pamphlete verfassen und Zeitungsbeiträge schreiben. 1907 verfasste sie mit Votes for Women! ein Theaterstück, welches das Frauenwahlrecht zum ersten Mal auf die Bühne brachte, mit The Convert folgte das Buch zum Stück.
Robins schrieb in den 1920er Jahren regelmäßig für Time and Tide. Sie setzte sich öffentlich für ihre Freundin Margaret Haig ein, die als Tochter des Viscount Rhondda dessen Platz im House of Lords geerbt hatte, die Lords weigerten sich aber, eine Frau in ihre Reihen aufzunehmen.
Während des Zweiten Weltkriegs wich sie in die USA aus, flog aber mit 88 Jahren zurück nach England. Robins führte seit 1876 ein Tagebuch, die 70 erhaltenen Bände liegen in der Elmer Holmes Bobst Library der New York University.

## Schriften (Auswahl)
C. E. Raimond
- George Mandeville’s Husband, 1894
- The New Moon, 1895
- Below the Salt, 1896
- The Open Question, 1898

Elizabeth Robins

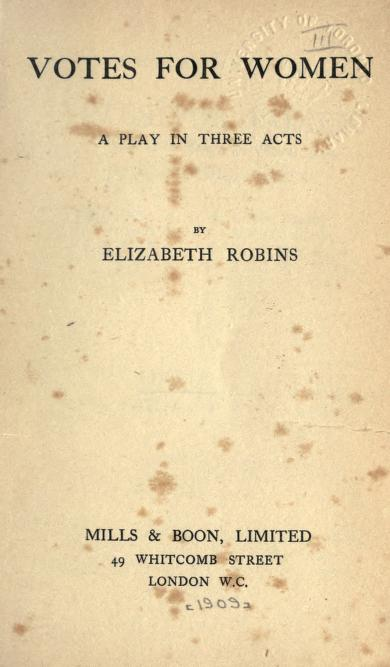
Votes for Women (1907)

- The Alaska-Klondike diary of Elizabeth Robins. 1900
  - V. J. Moessner, J. E. Gates (Hrsg.): The Alaska–Klondike diary of Elizabeth Robins, 1900. 1999
- The magnetic north. 1904
- A Dark Lantern, 1905
- Votes for Women!. 1907
- The convert. Roman. 1907
- Come and Find Me, 1908, Folgeroman zu The magnetic north
- The Florentine Frame, 1909
- Way Stations. Sammelband. New York : Dodd, Mead and Company, 1913
- Camilla, 1918
- The Messenger, 1920
- Ancilla’s share : an indictment of sex antagonism. Polemik, anonym, 1924
- Ibsen and the Actress. Essay. Hogarth Press, 1928
- Theatre and Friendship. 1932
- Both Sides of the Curtain. Heinemann, 1940

Verfilmungen
- My Little Sister (1919)
- A Dark Lantern (1920)